# Penguily
 Penguily  (en bretón Pengilli) es una población y comuna francesa, situada en la región de Bretaña, departamento de Côtes-d'Armor, en el distrito de Saint-Brieuc y cantón de Moncontour (Côtes-d'Armor).

## Demografía
| 426 | 371 | 352 | 334 | 363 | 422 |
| Para los censos de 1962 a 1999 la población legal corresponde a la población sin duplicidades (Fuente: INSEE [Consultar]) |     |     |     |     |     |